# Matra Murena

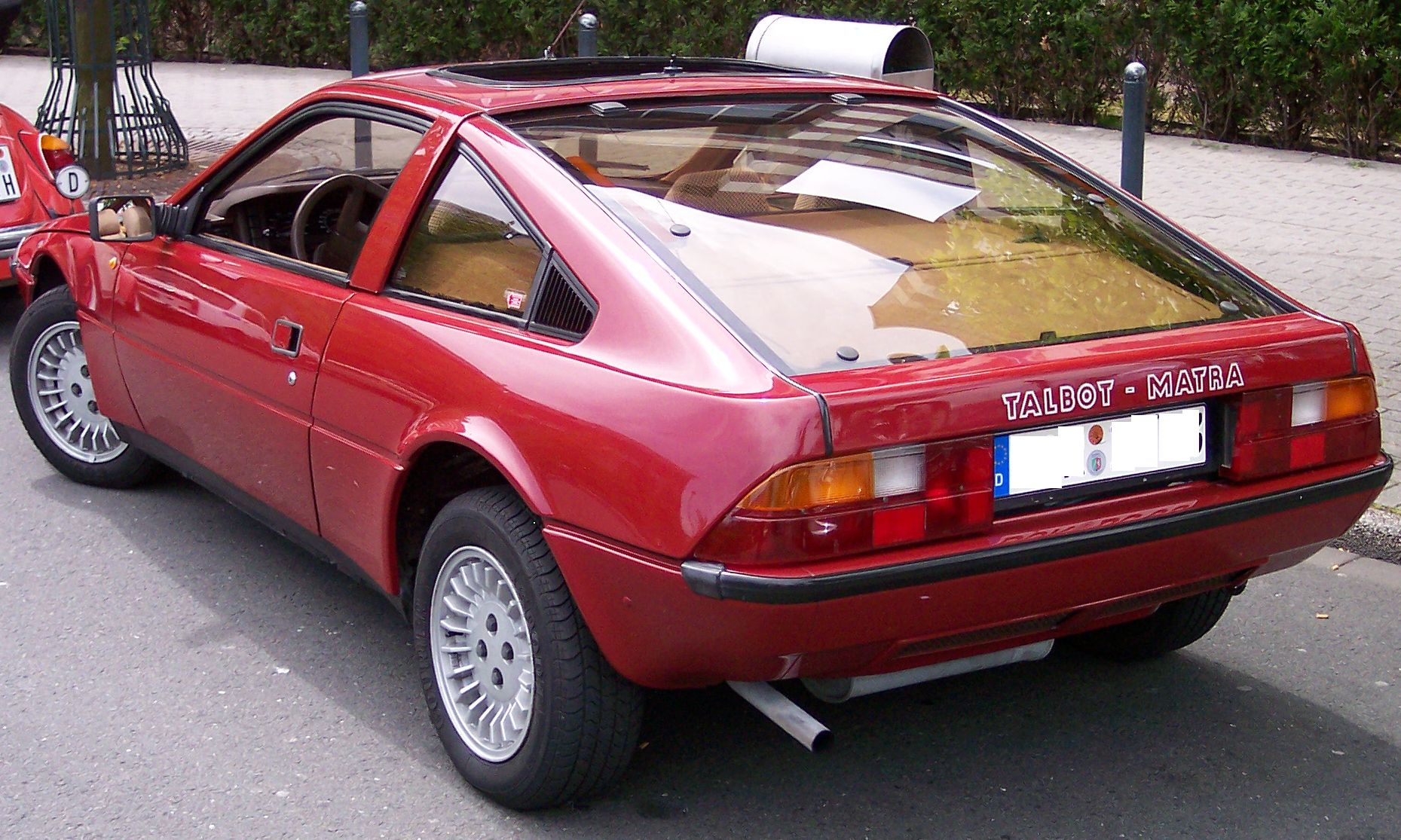
Talbot Matra Murena

Matra Murena — это 3-местный спортивный автомобиль, выпускавшийся французской инженерной группой Matra с 1980 по 1983 год.

## История
Murena заменила собой модель Matra Bagheera, созданную в результате сотрудничества Matra и Simca и во многом основывалась на её конструкции. Murena, при разработке получившая индекс «M551», имела ряд существенных изменений. Автомобиль по-прежнему имел рамную конструкцию с кузовными панелями из стекловолокна и полиэстера. Однако в отличие от Bagheera, её рама была полностью оцинкованной для предотвращения коррозии. Фактически, Murena являлась первым автомобилем с полностью оцинкованными деталями всей ходовой части. В сочетании с композитными панелями, машина обладала существенной защитой от ржавчины за исключением рычагов задней подвески.
Murena унаследовала от своей предшественницы центральное расположение двигателя, располагавшегося позади пассажирских мест и тип кузова — обтекаемый 3-дверный хетчбэк. Полностью новый, заново спроектированный корпус обладал очень хорошими аэродинамическими характеристиками для своего времени. Уникальной особенностью автомобиля был трёхместный ряд сидений — среднее сидение складывалось, образуя подлокотник.
Базовым двигателем являлся 2,2 л мотор производства Chrysler France, также устанавливаемый на представительский седан Talbot Tagora. Этот двигатель мог оснащаться так называемым комплектом «S-kit», увеличивавшим мощность до 142 л. с. Первоначально он устанавливался местными дилерами, но в дальнейшем мог быть заказан прямо с завода.
Производство Matra Murena был прекращено в 1983 году, когда завод в Роморантене (Romorantin) перешёл на выпуск минивэна Renault Espace.